# ロニー・スタンリー
ロニー・ギャリソン・スタンリー（Ronnie Garrison Stanley, 1994年3月18日 - ）は、アメリカ合衆国ネバダ州ラスベガス出身のプロアメリカンフットボール選手。NFLのボルチモア・レイブンズに所属している。ポジションはオフェンシブタックル。

## 経歴

### カレッジ
ノートルダム大学では3年目の2014年シーズン終了後、2015年のNFLドラフトへのアーリーエントリーを検討していたが、最終的には残留した。
2015年シーズン終了後、2016年のNFLドラフトにエントリーした。

### ボルチモア・レイブンズ
| 6 ft 5+3⁄4 in (197 cm)      | 312 lb (142 kg) | 35+5⁄8 in (90 cm) | 10+5⁄8 in (27 cm) | 5.20 s | 1.79 s | 3.03 s | 4.90 s | 8.03 s | 28.5 in (72 cm) | 24 回 |
| All values from NFL Combine |                 |                   |                   |        |        |        |        |        |                 |       |

ドラフト全体6位でボルチモア・レイブンズから指名され、その後4年総額2,048万ドルのルーキー契約を結んだ。
2016年シーズンから先発として活躍した。
2019年シーズン開幕前に、レイブンズから5年目の契約オプションを行使された。このシーズンは自身初となるプロボウル、オールプロファーストチームに選出された。
2020年4月23日にレイブンズと5年総額1億1,280万ドルの契約延長に合意した。オフェンシブタックルとしては当時の現役最高額となった。
2020年シーズンは第8週のピッツバーグ・スティーラーズ戦で足首を痛め、シーズン終了となった。
2021年シーズンは開幕戦となった第1週のラスベガス・レイダース戦で再び足首を痛め、わずか1試合でシーズン終了となった。
2022年シーズンは足首の負傷で開幕から4試合を欠場した。
2023年シーズンも膝の負傷で序盤の3試合を欠場した。
2024年シーズンには2度目のプロボウル出場を果たし、シーズン後には3年6,000万ドルの契約を結んだ。